# فیلم‌شناسی نوید محمدزاده
این مقاله، سیاهه‌ای از نقش‌آفرینی‌های نوید محمدزاده، بازیگر ایرانی است. 

## فیلم
| سال  | عنوان                  | نقش             | کارگردان      | منا.   |
| ---- | ---------------------- | --------------- | ------------- | ------ |
| ۱۳۸۶ | در میان ابرها          | باقر            | روح‌الله حجازی | [ ۱ ]  |
| ۱۳۸۸ | آن دو                  | نادر            | بهروز قبادی   | [ ۲ ]  |
| ۱۳۹۱ | داستان ما، قصه تو      | پدر مهران       | رضا بهشتی     | [ ۳ ]  |
| ۱۳۹۱ | لرزاننده چربی          | مأمور پلیس      | محمد شیروانی  | [ ۴ ]  |
| ۱۳۹۲ | عصبانی نیستم!          | نوید            | رضا دُرمیشیان  |        |
| ۱۳۹۲ | سیزده                  | مجید            | هومن سیدی     | [ ۵ ]  |
| ۱۳۹۳ | ناهید                  | احمد            | آیدا پناهنده  | [ ۶ ]  |
| ۱۳۹۴ | لانتوری                | پاشا            | رضا دُرمیشیان  | [ ۷ ]  |
| ۱۳۹۴ | خشم و هیاهو            | خسرو پارسا      | هومن سیدی     | [ ۸ ]  |
| ۱۳۹۴ | ابد و یک روز           | محسن            | سعید روستایی  | [ ۹ ]  |
| ۱۳۹۵ | بدون تاریخ، بدون امضاء | موسی            | وحید جلیلوند  | [ ۱۰ ] |
| ۱۳۹۵ | خفه‌گی                  | مسعود سازگار    | فریدون جیرانی | [ ۱۱ ] |
| ۱۳۹۶ | مغزهای کوچک زنگ‌زده     | شاهین           | هومن سیدی     | [ ۱۲ ] |
| ۱۳۹۷ | سرخ‌پوست                | سرگرد نعمت جاهد | نیما جاویدی   | [ ۱۳ ] |
| ۱۳۹۷ | متری شیش و نیم         | ناصر خاکزاد     | سعید روستایی  | [ ۱۴ ] |
| ۱۳۹۹ | شب، داخلی، دیوار       | علی             | وحید جلیلوند  | [ ۱۵ ] |
| ۱۴۰۰ | تفریق                  | جلال            | مانی حقیقی    | [ ۱۶ ] |
| ۱۴۰۰ | برادران لیلا           | علیرضا جورابلو  | سعید روستایی  | [ ۱۷ ] |
| ۱۴۰۲ | زودپز                  | شاهین           | رامبد جوان    | [ ۱۸ ] |

## سریال
| سال     | عنوان          | نقش        | کارگردان       | شبکه           | منا.   |
| ------- | -------------- | ---------- | -------------- | -------------- | ------ |
| ۱۳۹۱    | سهمی برای دوست |            | مسعود اطیابی   | دو             | [ ۱۹ ] |
| ۱۳۹۸-۹۹ | قورباغه        | نوری       | هومن سیدی      | نماوا          | [ ۲۰ ] |
| ۱۴۰۱    | آکتور          | علی همتی   | نیما جاویدی    | نماوا و فیلیمو | [ ۲۱ ] |
| ۱۴۰۳    | جنگل آسفالت    | پاشا مقیمی | پژمان تیمورتاش | نماوا          | [ ۲۲ ] |
| ۱۴۰۳    | گما            |            | کاظم دانشی     |                | [ ۲۳ ] |

## فیلم کوتاه
| سال  | عنوان                    | نقش         | کارگردان          | منا.   |
| ---- | ------------------------ | ----------- | ----------------- | ------ |
| ۱۳۸۹ | نوار ویدئو (فیلم کوتاه)  | مصاحبه‌شونده | حسین شاعری        | [ ۲۴ ] |
| ۱۳۹۱ | پیش از طلوع (فیلم کوتاه) | آرش         | تهمینه بهرامعلیان | [ ۲۵ ] |
| ۱۳۹۳ | دعوت به چای (فیلم کوتاه) |             | قصیده گلمکانی     | [ ۲۶ ] |

## تئاتر
| نام                         | کارگردان            | سال  | مکان اجرا                                            | سِمَت       |
| --------------------------- | ------------------- | ---- | ---------------------------------------------------- | --------- |
| پسران آفتاب                 | سیامک صفری          | ۱۳۸۷ | سالن اصلی تئاتر شهر                                  | بازیگر    |
| ماه در مرداب                | محمد یعقوبی         | ۱۳۸۸ | سالن قشقایی تئاتر شهر                                | بازیگر    |
| فاصلهٔ تاریک ستاره‌ها         | ایثار ابومحبوب      | ۱۳۸۹ | تالار مولوی                                          | بازیگر    |
| دهانی پر از پرنده           | فارس باقری          | ۱۳۸۹ | کارگاه نمایش تئاتر شهر                               | بازیگر    |
| نورگیر                      | اشکان خیل نژاد      | ۱۳۹۰ | تالار مولوی جشنواره تئاتر فجر                        | بازیگر    |
| زمستان ۶۶                   | محمد یعقوبی         | ۱۳۹۰ | سالن چهارسو تئاتر شهر                                | بازیگر    |
| زوج ناجور                   | مهدی گلیج           | ۱۳۹۰ | تئاتر شهر                                            | بازیگر    |
| ایستاده‌ها سر سوراخ سوپ خوری | علی ثقفی (کارگردان) | ۱۳۹۱ | کارگاه نمایش تئاتر شهر                               | بازیگر    |
| پچ پچ‌های پشت خط نبرد        | اشکان خیل نژاد      | ۱۳۹۱ | تالار مولوی                                          | بازیگر    |
| ویران                       | یوسف باپیری         | ۱۳۹۱ | تالار مولوی                                          | بازیگر    |
| مرد بالشی                   | محمد یعقوبی         | ۱۳۹۲ | تماشاخانه ایرانشهر، سالن استاد فرهاد ناظرزاده کرمانی | بازیگر    |
| یک دقیقه سکوت               | آیدا کیخایی         | ۱۳۹۲ | سالن خلیج فارس فرهنگسرای نیاوران                     | بازیگر    |
| هم طناب                     | مهین صدری           | ۱۳۹۲ | موسسه فرهنگی اکو، سالن همایش دیپلماتیک               | بازیگر    |
| روایت ناتمام یک فصل معلق    | هومن سیدی           | ۱۳۹۲ | تالار حافظ                                           | بازیگر    |
| شکلک                        | کیومرث مرادی        | ۱۳۹۳ | موسسه فرهنگی اکو، سالن همایش دیپلماتیک               | بازیگر    |
| دل سگ                       | محمد یعقوبی         | ۱۳۹۳ | سالن استاد فرهاد ناظرزاده کرمانی، تماشاخانه ایرانشهر | بازیگر    |
| آخرین نامه                  | مهرداد کوروش نیا    | ۱۳۹۳ | تئاتر شهر، سالن سایه                                 | بازیگر    |
| بالاخره این زندگی مال کیه؟  | اشکان خیل نژاد      | ۱۳۹۳ | تماشاخانه ایرانشهر، سالن استاد فرهاد ناظرزاده کرمانی | بازیگر    |
| کامنت                       | یوسف باپیری         | ۱۳۹۴ | تماشاخانه ایرانشهر، سالن استاد حمید سمندریان         | بازیگر    |
| ستوان اینیشمور              | حسن معجونی          | ۱۳۹۴ | تماشاخانه ایرانشهر، سالن استاد فرهاد ناظرزاده کرمانی | بازیگر    |
| شب آوازهایش را می‌خواند      | رضا گوران           | ۱۳۹۴ | تماشاخانه ایرانشهر، سالن استاد حمید سمندریان         | بازیگر    |
| خدای کشتار                  | علی سرابی           | ۱۳۹۵ | تئاتر مستقل تهران                                    | باریگر    |
| دکلره                       | مهدی کوشکی          | ۱۳۹۵ | تئاتر مستقل تهران                                    | بازیگر    |
| دیابولیک: رومئو و ژولیت     | آتیلا پسیانی        | ۱۳۹۵ | تماشاخانه ایرانشهر، سالن استاد حمید سمندریان         | بازیگر    |
| آخرین نامه                  | مهرداد کوروش‌ نیا    | ۱۳۹۶ | تماشاخانه پالیز                                      | بازیگر    |
| پچ پچ‌های پشت خط نبرد        | اشکان خیل نژاد      | ۱۳۹۶ | تئاتر شهرزاد                                         | بازیگر    |
| الیور توئیست                | حسین پارسایی        | ۱۳۹۶ | تالار وحدت                                           | بازیگر    |
| دیابولیک: رومِئو و ژولیت     | آتیلا پسیانی        | ۱۳۹۷ | تماشاخانه ایرانشهر سالن استاد حمید سمندریان          | بازیگر    |
| خدای کشتار                  | علی سرابی           | ۱۳۹۷ | تئاتر شهرزاد                                         | بازیگر    |
| فلیک                        | حسن معجونی          | ۱۳۹۷ | تئاتر شهرزاد                                         | بازیگر    |
| بینوایان                    | حسین پارسایی        | ۱۳۹۷ | سالن تهران رویال هتل اسپیناس پالاس                   | بازیگر    |
| مرد بالشی                   | علی سرابی           | ۱۳۹۸ | تئاتر شهرزاد                                         | بازیگر    |
| قهوه قجری                   | آتیلا پسیانی        | ۱۳۹۸ | سالن اصلی تئاتر شهر                                  | بازیگر    |
| بیگانه در خانه              | محمد مساوات         | ۱۳۹۸ | تئاتر مستقل تهران و تئاتر شهر، سالن اصلی             | بازیگر    |
| شب شک                       | امیرحسین بریمانی    | ۱۴۰۱ | تالار مولوی                                          | تهیه‌کننده |
| کنسرت نمایش سی‌صد            | سهراب پورناظری      | ۱۴۰۳ | کاخ سعدآباد                                          | بازیگر    |

## اجرا
| سال  | عنوان برنامه | شبکه   |
| ---- | ------------ | ------ |
| ۱۳۹۱ | دوستان۲      | جام جم |